# Ludwig Andreas Gotter
Ludwig Andreas Gotter, född 1661, död 1753 i Gotha, var en tysk ämbetsman. 
Hovråd och lärjunge till Philipp Jacob Spener.  Psalmförfattare representerad i danska Psalmebog for Kirke og Hjem.